# مجموعة جزئية

رسم أويلر البياني يبين بأن A هي مجموعة جزئية من B وبأن B هي مجموعة حاوية ل A.

في الرياضيات وبالتحديد في نظرية المجموعات، المجموعة الجزئية (بالإنجليزية: Subset) مصطلح رياضي في فرع نظرية المجموعات. إذا كان كل عنصر في المجموعة A أيضاً عنصراً في المجموعة B تسمى عندها المجموعة A مجموعة جزئية من B. إذا كانت A مجموعة جزئية من B وB مجموعة جزئية من A، عندها يكون A = B. العلاقة بين مجموعة تكون مجموعة جزئية من مجموعة أخرى تسمى علاقة احتواء.

## التعريف
إذا كان كل عنصر في المجموعة A أيضاً عنصراً في المجموعة B عندها:
- المجموعة A هي مجموعة جزئية (أو محتواة) في B. {\displaystyle A\subseteq B}
- المجموعة B هي مجموعة فائقة (أو حاوية) للمجموعة A. {\displaystyle B\supseteq A.}

## أمثلة
- المجموعة {1,2} هي مجموعة جزئية من {1,2,3}.
- أي مجموعة هي مجموعة جزئية من ذاتها.
- المجموعة الخالية يرمز لها ∅ هي مجموعة جزئية من أي مجموعة س.
- مجموعة الأعداد الطبيعة هي مجموعة جزئية من مجموعة الأعداد الكسرية